# Trilogia europea
La trilogia europea è una trilogia cinematografica scritta e diretta dal regista danese Lars von Trier che comprende i suoi primi tre lungometraggi: L'elemento del crimine (1984), Epidemic (1988) ed Europa (1991).

## Temi
I tre film non costituiscono una trilogia narrativa ma sono uniti da temi comuni e da comuni esplorazioni stilistiche. Il tema portante è la decadenza sociale dell'Europa del secondo dopoguerra. Tutti e tre i capitoli della trilogia raccontano di un personaggio le cui azioni idealistiche finiscono col perpetrare il problema che cercano di risolvere. Anche la più recente trilogia (ancora incompleta) USA - terra delle opportunità ha a che fare col collasso sociale e con gli effetti negativi del comportamento idealista.
Un altro dei temi comuni della trilogia è quello dell'ipnosi:
(Lars von Trier, Il cinema come dogma. Conversazioni con Stig Björkman. Milano, 2001)

## Generi
La trilogia sperimenta inoltre le convenzioni del film noir.